# Carlos Krumdieck
Carlos F. Krumdieck Evein (Lima, 8 de diciembre de 1897 - Lima, 1 de mayo de 1967) fue un médico, pediatra, maestro y educador peruano.

## Biografía
Nació el 8 de diciembre de 1897 en Lima. Fue hijo de Max Krumdieck y Matilde Evein. Estudió en el Colegio Nacional Nuestra Señora de Guadalupe. Ingresó a la Facultad de Medicina de San Fernando en 1915. Siendo estudiante trabajó como interno en la Asistencia Pública en 1918 y de ayudante en el laboratorio de bacteriología de la facultad de medicina de 1917 a 1919. En 1919 participa activamente en el primer movimiento en favor de la Reforma Universitaria en el Perú. Obtuvo el título de Médico Cirujano y se graduó de Dr. en Medicina en 1924. Hizo estudios de perfeccionamiento profesional en París (1925-1927). En 1927 regresa al Perú recibiendo el premio Astete Concha, concedido a las promociones de los años 1924 a 1927. En 1929 opta al grado de Doctor en Medicina con la tesis "Contribución al estudio de la acrodinia".  Fue Director del hospital de niños Julia S. de Leguía (hoy Hospital del Niño). Profesor principal de Puericultura y Pediatría en la Facultad de Medicina, desde 1927. Miembro fundador de la Sociedad Peruana de Pediatría; Miembro de la Academia Nacional de Medicina; fundador de la Sociedad de Neuropsiquiatría y Medicina Legal,  de las Sociedades de Psiquiatría y de Higiene Mental; Miembro correspondiente de la Academia Nacional de Ciencias Exactas, Físicas y Naturales. En 1942 funda y dirige de la Revista Peruana de Pediatría. En 1945 fue Director de la División Latinoamericana de la American Academy of Pediatrics. En 1947 fue delegado por el Perú al I Congreso Panamericano de Pediatría, realizado en Washington, del 10 al 13 de julio, donde presentó la ponencia "Las menengitis purulentas" en colaboración con el Dr. Julio Muñoz P. En 1949 participa en el II Congreso Médico-Social Panamericano, realizado en Lima, con la ponencia "Bases de la educación medica". En 1954 es Director del Puericultorio Pérez Araníbar y realiza los estudios de factibilidad para la creación de un Instituto Peruano del Niño, que se encargaría de estudiar en forma integral a la niñez del país, proyectando la labor pediátrica al campo médico-social. El mismo año   En 1962 se retira de la docencia a la vez que se le otorga el premio de Profesor Emérito. En 1963 renuncia a la dirección del Puericultorio Pérez Aranibar. Falleció en Lima en 1967.

## Distinciones
- Orden Hipolito Unanue en el grado de Comendador (condecoración, 1958)
- Orden de la Salud Pública en el grado de Caballero, otorgado por el Gobierno de Francia (condecoración, 1958)

## Publicaciones
- La diabetes sacarina y su tratamiento dietético (Tésis). Lima: 1924.
- La asistencia hospitalaria del lactante en Lima. Lima: Imp. "Lux"., 1937.
- La enfermedad de Carrión o verruga peruana en el niño. Lima: 1951.